# Arrondissement de Rems-Murr
L'arrondissement de Rems-Murr est un arrondissement (Landkreis en allemand) de Bade-Wurtemberg (Allemagne) situé dans le district (Regierungsbezirk en allemand) de Stuttgart. Son chef lieu est Waiblingen.

## Villes, communes & communautés d'administration
(nombre d'habitants en 2006)
| Städte 1. Backnang (35 715) 2. Fellbach (44 074) 3. Murrhardt (14 171) 4. Schorndorf (39 261) 5. Waiblingen (52 845) 6. Weinstadt (26 315) 7. Welzheim (11 150) 8. Winnenden (27 661) Verwaltungsgemeinschaften et Gemeindeverwaltungsverbände (communautés de communes) : 1. Vereinbarte Verwaltungsgemeinschaft der Stadt Backnang : Allmersbach im Tal, Althütte, Aspach, Auenwald, Burgstetten, Kirchberg an der Murr, Oppenweiler et Weissach im Tal 2. Gemeindeverwaltungsverband Plüderhausen-Urbach avec comme siège Plüderhausen ; Communes : Plüderhausen et Urbach 3. Gemeindeverwaltungsverband Schorndorf et Winterbach 4. Gemeindeverwaltungsverband Sulzbach avec comme siège Sulzbach an der Murr ; Communes : Großerlach, Spiegelberg et Sulzbach an der Murr 5. Vereinbarte Verwaltungsgemeinschaft der Stadt Welzheim avec Kaisersbach 6. Gemeindeverwaltungsverband Winnenden avec comme siège Winnenden ; Communes : Winnenden et Leutenbach-und-Schwaikheim | Communes : 1. Alfdorf (7 273) 2. Allmersbach im Tal (4 850) 3. Althütte (4 133) 4. Aspach (8 342) 5. Auenwald (6 985) 6. Berglen (6 156) 7. Burgstetten (3 422) 8. Großerlach (2 550) 9. Kaisersbach (2 736) 10. Kernen im Remstal (15 331) 11. Kirchberg an der Murr (3 700) 12. Korb (10 360) 13. Leutenbach (10 798) 14. Oppenweiler (4 264) 15. Plüderhausen (9 608) 16. Remshalden (13 525) 17. Rudersberg (11 658) 18. Schwaikheim (9 390) 19. Spiegelberg (2 183) 20. Sulzbach an der Murr (5 446) 21. Urbach (8 560) 22. Weissach im Tal (7 157) 23. Winterbach (7 769) |

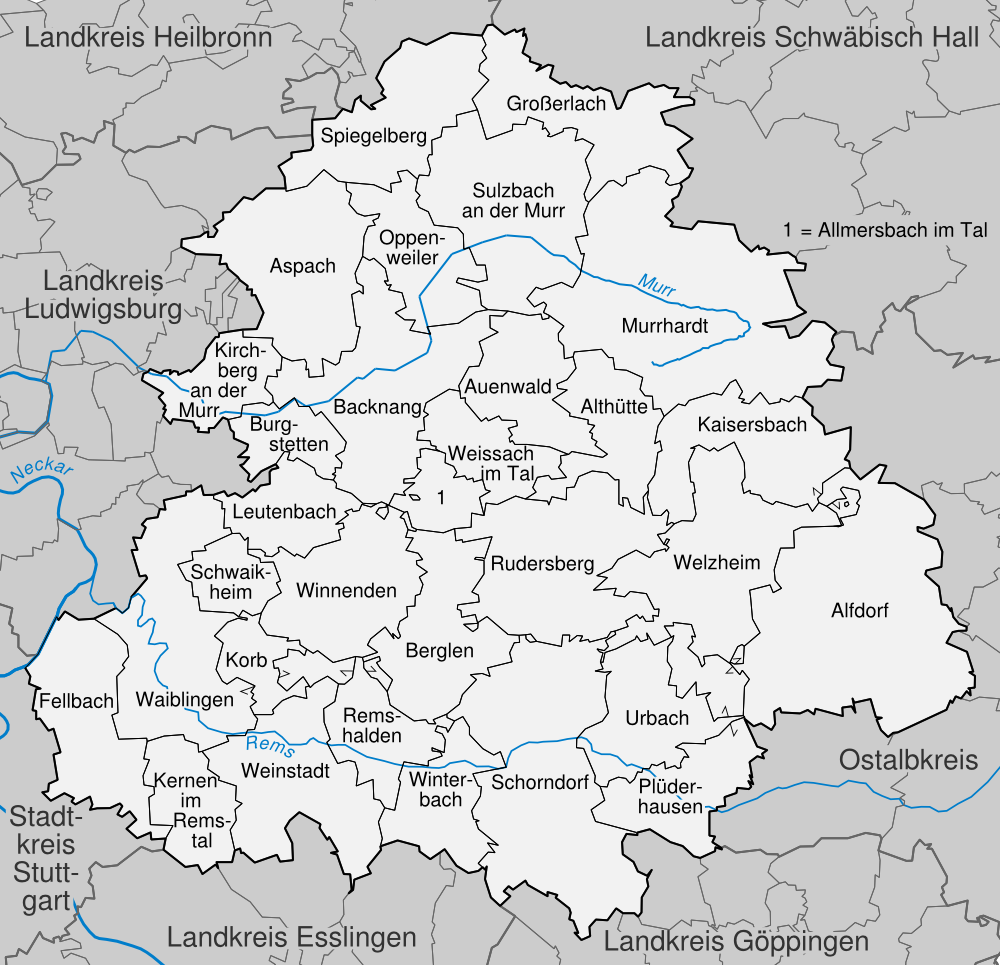
Localisation des communes dans l'arrondissement

## Jumelages
- Arrondissement de Meissen (Allemagne) depuis 1990
- Southampton (Royaume-Uni) depuis 1991
- Dmitrov (Russie) depuis 1991
- Baranya (Hongrie) depuis 1991